# Michael Bresser
Michael Bresser, né le 24 avril 2007 à Lancaster aux États-Unis, est un footballeur néerlandais qui évolue au poste d'arrière droit au PSV Eindhoven.

## Biographie

### En club
Né à Lancaster aux États-Unis, Michael Bresser est formé par le PSV Eindhoven. Le 12 juin 2024, il signe son premier contrat professionnel, le liant au club jusqu'en juin 2026. Considéré comme un joueur prometteur, Bresser est notamment comparé à Frank Rijkaard pour ses qualités physiques et footballistiques, par son ancien entraîneur avec l'équipe des moins de 17 ans du PSV, Ben Kinds.
Il fait ses débuts en équipe première le 24 août 2024, lors d'une rencontre de championnat face au Almere City FC. Il entre en jeu à la place de Richard Ledezma et son équipe s'impose par sept buts à un.
Il est sacré Champion des Pays-Bas pour sa participation à la saison 2024-2025.

### En équipe nationale
Michael Bresser représente les Pays-Bas en sélection. Il commence avec les moins de 17 ans, jouant cinq matchs avec cette sélection entre 2023 et 2024.

## Palmarès
PSV Eindhoven
- Championnat des Pays-Bas (1) :
  - Champion : 2024-2025.